# Андагра
Анда́гра (Anisognathus) — рід горобцеподібних птахів родини саякових (Thraupidae). Представники цього роду мешкають в Андах.

## Види
Виділяють п'ять видів:
- Андагра жовтоголова (Anisognathus somptuosus)
- Андагра чорногорла (Anisognathus notabilis)
- Андагра чорнощока (Anisognathus melanogenys)
- Андагра червонощока (Anisognathus igniventris)
- Андагра сиза (Anisognathus lacrymosus)

## Етимологія
Наукова назва роду Anisognathus походить від сполучення слів дав.-гр. ανισος — нерівний і γναθος — нижня щелепа.